# Liste der Kreisstraßen im Rhein-Pfalz-Kreis
Die Liste der Kreisstraßen im Rhein-Pfalz-Kreis ist eine Auflistung der Kreisstraßen im rheinland-pfälzischen Rhein-Pfalz-Kreis.

## Abkürzungen
- K: Kreisstraße
- L: Landesstraße

## Liste
Die Kreisstraßen behalten die ihnen zugewiesene Nummer in der Regel nicht bei einem Wechsel in einen anderen Landkreis oder in eine kreisfreie Stadt. Nicht vorhandene bzw. nicht nachgewiesene Kreisstraßen werden in Kursivdruck gekennzeichnet, ebenso Straßen und Straßenabschnitte, die unabhängig vom Grund (Herabstufung zu einer Gemeindestraße oder Höherstufung) keine Kreisstraßen mehr sind. 
Der Straßenverlauf wird in der Regel von Nord nach Süd und von West nach Ost angegeben.
| Nr.  | Verlauf |
| ---- | --- |
| K 1  | K 6 in Bobenheim-Roxheim – Kreisgrenze – (K 1 in Frankenthal (Pfalz)) |
| K 2  | (K 24 im Landkreis Bad Dürkheim) – Kreisgrenze – Lambsheim – L 522 – K 4 – L 527 in Maxdorf                                                                                         |
| K 4  | K 2 in Lambsheim – Kreisgrenze – (K 6 in Frankenthal (Pfalz)) |
| K 5  | K 29 in Großniedesheim – K 6 – Beindersheim – K 7 – Kreisgrenze – (K 9 in Frankenthal (Pfalz))                                                                                      |
| K 6  | K 5 in Großniedesheim – L 523 – K 1 in Bobenheim-Roxheim |
| K 7  | L 453 – K 29 – K 5 in Beindersheim |
| K 9  | – Kreisgrenze – (K 8 in Worms) |
| K 10 | L 523 – Kreisgrenze – (K 7 in Worms) |
| K 11 | (K 12 in Ludwigshafen am Rhein) – Kreisgrenze – L 524 in Mutterstadt |
| K 12 | (K 7 in Ludwigshafen am Rhein) – Kreisgrenze – K 13 – Altrip – Rheinfähre |
| K 13 | K 12 – L 534 in Waldsee |
| K 14 | L 454 – Schifferstadt – L 454 – L 524 – L 532 – Kohlhof – Rehhütte – L 533 – Waldsee –L 534 – K 13 – Neuhofen – L 533 – Limburgerhof – Kreisgrenze – (K 9 in Ludwigshafen am Rhein) |
| K 15 | L 528 – Dudenhofen – L 537 |
| K 16 | (K 12 im Landkreis Bad Dürkheim) – Kreisgrenze – Böhl – L 528 |
| K 17 | /L 530 – Kreisgrenze – (K 13 in Ludwigshafen am Rhein) |
| K 18 | L 530 in Hochdorf-Assenheim – L 528 |
| K 19 | K 20 in Rödersheim-Gronau – Hochdorf-Assenheim – K 21 – L 530 |
| K 20 | (K 8 im Landkreis Bad Dürkheim) – Kreisgrenze – Rödersheim-Gronau – K 19 – Kreisgrenze – (K 8 im Landkreis Bad Dürkheim)                                                            |
| K 21 | K 19 in Hochdorf-Assenheim – /L 530 |
| K 22 | L 528 – L 454 in Dannstadt |
| K 23 | (K 1 in Speyer) – Kreisgrenze – L 534 – Otterstadt – K 24 – K 31 – Kreisgrenze – (K 2 in Speyer)                                                                                    |
| K 24 | L 535 in Otterstadt Nord – K 23 in Otterstadt Süd |
| K 25 | L 507 in Berghausen – K 27 – Heiligenstein – K 26 – Mechtersheim – L 507 – Kreisgrenze – (K 5 im Landkreis Germersheim)                                                             |
| K 26 | in Hanhofen – Harthausen – L 537 – Heiligenstein – L 507 – K 25 |
| K 27 | L 537 in Dudenhofen – Berghausen – L 507 – K 25 |
| K 28 | L 533 in Mutterstadt – L 524 – Limburgerhof |
| K 29 | L 456 in Großniedesheim – K 7 – L 453 in Heßheim |
| K 30 | L 454 in Schifferstadt – L 534 in Waldsee |
| K 31 | L 535 – K 23 |